# Romy Kasper
Romy Kasper (Förlingen (Baja Sajonia), 5 de mayo de 1988) es una ciclista profesional alemana. Debutó como profesional en 2007 aunque a efectos de la Unión Ciclista Internacional no debutó hasta 2009 ya que su equipo no la registró en dicho organismo durante los dos primeros años.

## Trayectoria deportiva
Si bien desde 2007 ya llevaba corriendo carreras profesionales como Tour de l'Aude y hasta 6 pruebas de la Copa del Mundo con un equipo profesional de su país, el Nürnberger Versicherung, su debut profesional oficial no llegó hasta 2009 en ese mismo equipo. Durante esos años apenas destacó, solamente apareció en los puestos delanteros en algunas carreras amateurs. En su primer año como profesional siguió esa misma tendencia pero ya ganando alguna prueba amateur.
En su segundo año como profesional ya corriendo con un nuevo equipo también alemán, el Noris,
fue 4.ª en el Campeonato Europeo en Ruta sub-23, una semana antes obtuvo dos top-3 en etapas del Tour de Feminin-O cenu Ceskeho Svycarska en la cual logró ganar una etapa al año siguiente
Posteriormente los únicos resultados reseñables han sido el tercer puesto obtenido en el Campeonato de Alemania en Ruta 2013, una etapa obtenida en el Tour de Turingia femenino 2014 y el segundo puesto obtenido en el Tour de Catar Femenino 2016. Esos resultados los obtuvo corriendo con el Boels Dolmans, uno de los mejores equipos ciclistas femeninos, tras haber pasado por el RusVelo (en 2012) y el Kuota Speed Kueens (en 2011).

## Palmarés
2011
- 1 etapa del Tour de Feminin-O cenu Ceskeho Svycarska

2013
- 3.ª en el Campeonato de Alemania en Ruta

2014
- 1 etapa del Tour de Turingia femenino

2023
- 3.ª en el Campeonato de Alemania en Ruta

## Resultados en Grandes Vueltas y Campeonatos del Mundo
Durante su carrera deportiva ha conseguido los siguientes puestos en las Grandes Vueltas femeninas y en los Campeonatos del Mundo en carretera:
| Carrera         | Carrera         | 2007 | 2008 | 2009 | 2010 | 2011 | 2012 | 2013 | 2014 | 2015 | 2016 | 2017 | 2018 | 2019 | 2020 | 2021 | 2022 | 2023 | 2024 | 2025 |
| --------------- | --------------- | ---- | ---- | ---- | ---- | ---- | ---- | ---- | ---- | ---- | ---- | ---- | ---- | ---- | ---- | ---- | ---- | ---- | ---- | ---- |
|                 | Giro de Italia  | —    | —    | —    | —    | —    | —    | —    | —    | —    | —    | 15.ª | —    | 75.ª | —    | ―    | 37.ª | —    | 60.ª | —    |
|                 | Tour de l'Aude  | Ab.  | 61.ª | —    | 47.ª | X    | X    | X    | X    | X    | X    | X    | X    | X    | X    | X    | X    | X    | X    | X    |
|                 | Tour de Francia | —    | —    | —    | X    | X    | X    | X    | X    | X    | X    | X    | X    | X    | X    | X    | 35.ª | 38.ª | 92.ª | 86.ª |
| Mundial en Ruta | Mundial en Ruta | —    | —    | —    | —    | —    | Ab.  | Ab.  | Ab.  | 31.ª | 70.ª | 55.ª | —    | —    | Ab.  | 87.ª | 57.ª | 37.ª | —    | —    |

—: no participa

Ab: abandono

X: ediciones no celebradas

## Equipos
- Equipe Nürnberger Versicherung (2007-2009)[1]
- Team Noris Cycling (2010)
- Kuota Speed Kueens (2011)
- Rusvelo (2012)
- Boels Dolmans Cycling Team (2013-2016)[8]
- Alé Cipollini (2017-2019)
- Parkhotel Valkenburg[9] (2020)
- Jumbo-Visma (2021-2022)
- AG Insurance-Soudal Quick-Step (2023)
- Human Powered Health (2024-)